# Elise Cowen
Pour les articles homonymes, voir Cowen.
Elise Nada Cowen, née le 31 juillet 1933 à Washington Heights, Manhattan, New York et décédée le 27 février 1962 dans la même ville, est une poétesse américaine appartenant au mouvement de la Beat Generation.

## Enfance et jeunesse
Issue d'une famille de la classe moyenne juive de New York, Elise Cowen commence à écrire des poèmes dès son plus jeune âge, influencée par l'œuvre d'Emily Dickinson, T. S. Eliot, Ezra Pound, et Dylan Thomas.
Elle étudie au Barnard College au début des années 1950, quand elle devient l'amie de Joyce Johnson (à l'époque Joyce Glassman). C'est durant cette période que le professeur de psychologie Donald Cook lui présente Allen Ginsberg. Ginsberg et Cowen se découvrent un intérêt commun pour Carl Solomon, qu'ils ont tous deux découvert durant un séjour à l'hôpital psychiatrique. Ils ont une liaison durant le printemps et l'été 1953. Cependant, Allen Ginsberg rencontre Peter Orlovsky, dont il tombe amoureux et qui sera l'amour de sa vie. Malgré cela et l'affirmation de sa propre homosexualité, Cowen reste attachée émotionnellement à Ginsberg pour le reste de sa vie. Elle tape notamment le poème « Kaddish » pour lui.
En février 1956, elle et sa maîtresse Sheila (un pseudonyme) emménagent dans un appartement avec Ginsberg et Orlovsky. Cowen exerce alors le métier de dactylo. Elle est licenciée et se fait arrêter sur son lieu de travail par la police ; elle raconte plus tard à son ami Leo Stations que l'un des agents l'a frappée à l'estomac. Lorsqu'il apprend qu'elle a été arrêtée, son père lui dit : « Cela va tuer votre mère. »[réf. nécessaire] Elle déménage ensuite à San Francisco, attirée par la scène Beat. Elle tombe enceinte et subit une hystérotomie pendant un avortement tardif. Elle retourne à New York, et après un autre voyage vers la Californie, elle s'installe à Manhattan.

## Mort et publication posthume
Dépressive depuis toujours, Cowen subit des crises psychologiques de plus en plus graves et est finalement admise au Bellevue Hospital afin d'obtenir un traitement pour l'hépatite et la psychose. Elle en sort contre l'avis des médecins et se rend chez ses parents, dans leur appartement avenue Bennett, prétextant devoir partir en vacances avec eux à Miami Beach. Chez eux, elle se suicide en se jetant par la fenêtre du septième étage.
Un volume de ses poèmes, tirés de son seul cahier lui ayant survécu, intitulé Elise Cowen: Poems and Fragments, édité par Tony Trigilio, est publié en 2014 chez Ahsahta Press. Auparavant, quatorze poèmes plus courts sont inclus dans Short Poem Dossier, l'édition 2012 de Court Green (édité par Trigilio et David Trinité). Ces deux publications sont les premières de son œuvre ayant été autorisées par ses ayants droit. En effet, après sa mort, la majeure partie de ses écrits est détruite par ses parents, ou même des voisins qui sont mal à l'aise avec ses représentations de la sexualité et de l'usage de drogues. Cependant, son ami Leo Stations détient au moment de sa mort 83 de ses poèmes, et peut ainsi en publier plusieurs dans des revues littéraires dès le milieu des années 1960, comme City Lights Journal, El Corno Emplumado, Fuck You, A Magazine of the Arts, The Ladder et Things. Une courte biographie et plusieurs de ses poèmes sont inclus dans Women of the Beat Generation: Writers, Artists and Muses at the Heart of a Revolution, par Brenda Knight et Debra Winger. Plusieurs de ses poèmes apparaissent également dans A Different Beat: Writings by Women of the Beat Generation, par Richard Peabody. Cowen tient une place importante dans les mémoires de Joyce Johnson, Personnages secondaires, ainsi que dans son roman (représentée par le personnage de Kay), Come and Join the Dance. 
En France, Elise Cowen fait partie de l'anthologie Beat Attitude : femmes poètes de la Beat generation, établie par Annalisa Marí Pegrum et Sébastien Gavignet en 2018 (éditions Bruno Doucey). Dans la notice biographique de cette anthologie, Elise Cowen est vue comme « la sombre image de tout ce qu'une poète beat n'a pas le droit d'être », au regard de sa vie tragique et de son opposition violente à sa famille conservatrice. 